# Mujeres en las Fuerzas de Defensa de Israel

Escudo de las Fuerzas de Defensa de Israel.

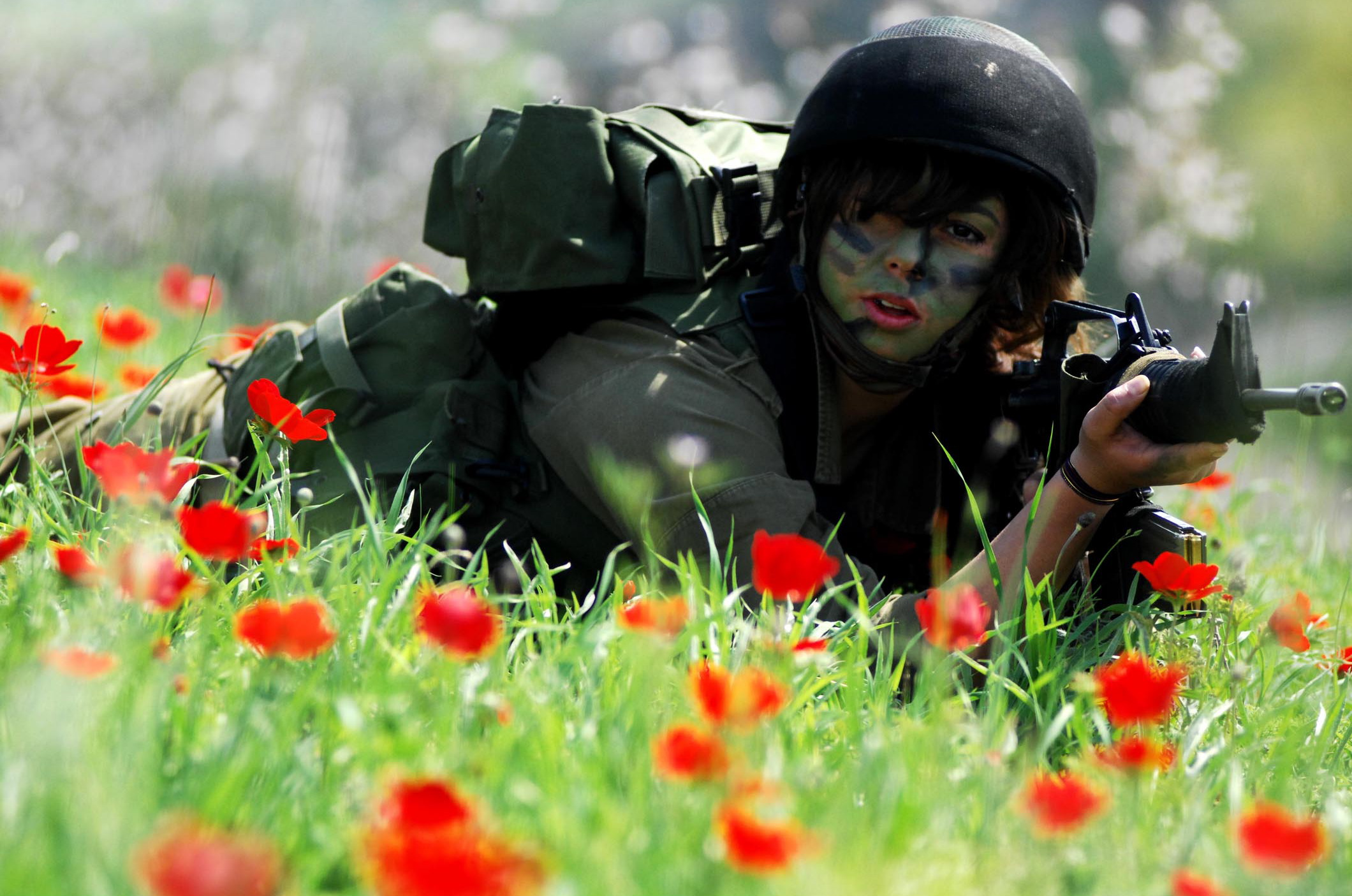
Mujer soldado de la unidad de búsqueda y rescate.

Las mujeres en las Fuerzas de Defensa de Israel (FDI), son soldados que sirven al ejército de su país. Israel es uno de los pocos países del mundo con un requisito de servicio militar obligatorio para las mujeres.
Según la FDI, 535 mujeres soldado israelíes fallecieron en operaciones de combate entre 1962 y 2016. Las mujeres han participado en el ejército de Israel antes y desde la fundación del estado en 1948, comprenden más del 20% de las fuerzas israelíes en 1948, y 33% de todos los soldados de las FDI y 51% de sus oficiales, en 2011, cumpliendo varios roles dentro de las Fuerzas Terrestre, Naval y Aérea. La enmienda de igualdad de 2000 a la ley de servicio militar establece que "el derecho de las mujeres a servir en cualquier rol en las FDI es igual al derecho de los hombres". 88% a 92%  de todas los roles en las FDI están abiertos a las candidatas, mientras que las mujeres se encuentran en el 69% de todos los puestos.
Hasta 2001, las mujeres prestaban servicio en el Cuerpo de Mujeres, conocido por sus siglas en hebreo; "CHEN". Después de un período de cinco semanas de capacitación básica, trabajan como oficinistas, conductoras, asistentes sociales, enfermeras, operadoras de radio, controladoras de vuelo, personal de municiones e instructoras de cursos.

## Historia

Mujeres oficiales en 1950.

Antes del establecimiento del estado, las mujeres desempeñaban funciones de combate en las milicias que se posteriormente se convirtieron en las Fuerzas de Defensa de Israel. La tasa de mujeres que participaron en organizaciones de combate se mantuvo en 20%. En los años previos al establecimiento de las FDI, el servicio militar para mujeres existía en las líneas de las organizaciones Hashomer y Haganá. El Haganá declaró en su ley que sus líneas estaban abiertas a: "Todo hombre o mujer judío, que esté preparado y entrenado para cumplir con la obligación de la defensa nacional". La mayoría sirvió como médicos, especialistas en comunicaciones y en apoyo con el armamento. Durante la Segunda Guerra Mundial, aproximadamente 4,000 mujeres se ofrecieron como voluntarias para servir en las fuerzas de asistencia británicas. Una de ellas, Alice Hatzor-Hirsch, tenía alrededor de 16 años cuando se unió al Haganá. En 1942, se unió al ejército británico como piloto. "Estábamos más conectados que los demás", recordó años después. "Una niña que se convertía en una conductora en el ejército británico se consideraba el colmo de la audacia en ese momento".
En Tel Aviv, en la década de 1940, se estableció un batallón en el que las mujeres ocupaban puestos de seguridad, transporte de armas y puestos antiaéreos tripulados. Durante el invierno de 1948, las mujeres se unieron a los soldados de combate del Palmaj, que viajaron desde Tel Aviv a Jerusalén con sus armas ocultas en su ropa. El brazo de Palmach (el treinta por ciento de los cuales eran mujeres) entrenó a nueve comandantes de pelotón y otras comandantes de escuadrones. El 26 de mayo de 1948, el primer ministro David Ben Gurion estableció oficialmente las FDI como el ejército del país. El 18 de agosto de 1948, comenzó la conscripción obligatoria para mujeres solteras y casadas sin hijos (nacidos entre los años 1920-1930). Las mujeres prestaron servicios en muchos puestos, incluidas enfermeras, operadoras de señales, conductoras, empleadas, cocineras y más. El Cuerpo de Mujeres, en virtud del cual todas las mujeres prestaban servicios, era responsable de atender las necesidades de las mujeres soldado y de su capacitación e integración en diferentes unidades de las FDI. El Cuerpo de Mujeres también envió jóvenes soldados para ser maestras en áreas en desarrollo y en barrios de inmigrantes de Israel.

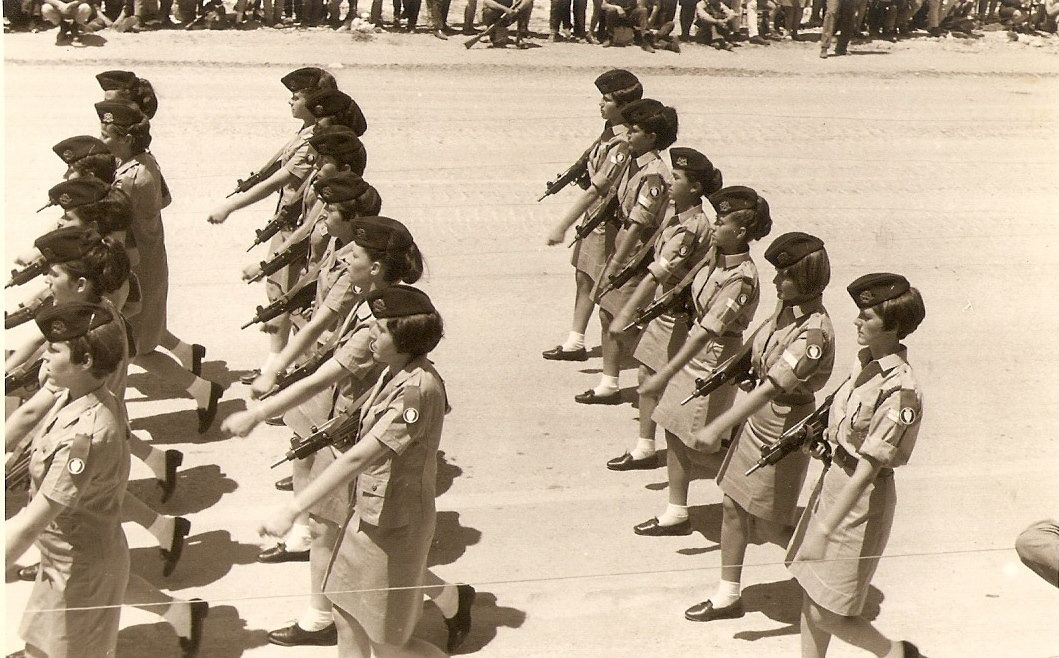
Mujeres soldado marchando en un desfile en Jerusalén de 1968.

Además de la Guerra árabe-israelí de 1948, cuando la escasez de mano de obra vio a muchas mujeres participando activamente en batallas terrestres, históricamente fueron excluidas de la batalla en las Fuerzas de Defensa, sirviendo en una variedad de roles de apoyo técnico y administrativo. Poco después del establecimiento de las FDI, se decretó la eliminación de todas las mujeres de los puestos de primera línea. Fue la posibilidad muy real de caer en manos del enemigo como prisioneros de guerra. Era justo y equitativo exigir a las mujeres igual sacrificio y riesgo, se argumentó, pero corrían riesgo de violación y abuso sexual infinitamente mayor que para los hombres. La mayoría de las mujeres que servían en las fuerzas de defensa eran secretarias. El resto se desempeñó principalmente como instructoras, enfermeras, empleadas y operadoras telefónicas. Algunas volaron misiones de transporte en la década de 1950 y otras fueron aceptadas en el entrenamiento de vuelo en la década de 1970, pero no completaron el programa antes de que se cerrara.
Yael Rom, la primera piloto entrenada por la Fuerza Aérea Israelí, comenzó a volar en 1951. Hava Inbar, abogada, fue nombrada jueza del tribunal militar en Haifa en septiembre de 1969, fue así la primera jueza militar del mundo. "No sé si quiero ser juez militar toda mi vida", dijo en una entrevista, "pero me alegro de que haya sido nombrado, demuestra que las FDI dejan casi todas las puertas abiertas para sus soldados".

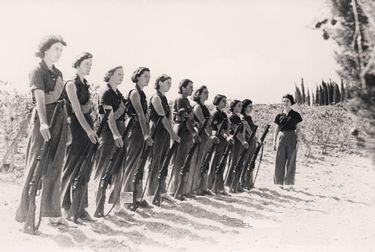
Soldado entrenando en 1947 durante la guerra árabe-israelí.

Durante la guerra de Yom Kipur, debido a la creciente necesidad de fuerzas de tierra, se necesitaron mujeres en roles en el campo. Según Rina Bar-Tal, presidenta de la Red de Mujeres de Israel, los roles para las mujeres más allá del apoyo técnico y de secretaría solo comenzaron a abrirse a fines de la década de 1970 y principios de los 80 debido a la escasez de mano de obra. Desde entonces, algunas han ganado rangos más altos que coronel. En 1986, Amira Dotan, entonces directora del Cuerpo de Mujeres, se convirtió en la primera general de brigada.

### Equidad de género
Una piloto civil y la ingeniera aeronáutica Alice Miller solicitaron con éxito al Tribunal Superior de Justicia que realizara los exámenes de capacitación para pilotos de la Fuerza Aérea Israelí (FAI), después de haber sido rechazadas por motivos de género. Aunque el presidente Ezer Weizman, un excomandante de la FAI, le dijo a Miller que sería mejor quedarse en casa, el tribunal dictaminó en 1996 que la FAI no podía excluir a mujeres calificadas de la capacitación de pilotos. A pesar de que Miller no aprobó los exámenes, el fallo fue un punto de inflexión, abriendo puertas para las mujeres en nuevos roles de las FDI. Las legisladoras aprovecharon el impulso para redactar un proyecto de ley que permitía a las mujeres ofrecerse voluntariamente para cualquier puesto, si podían calificar.

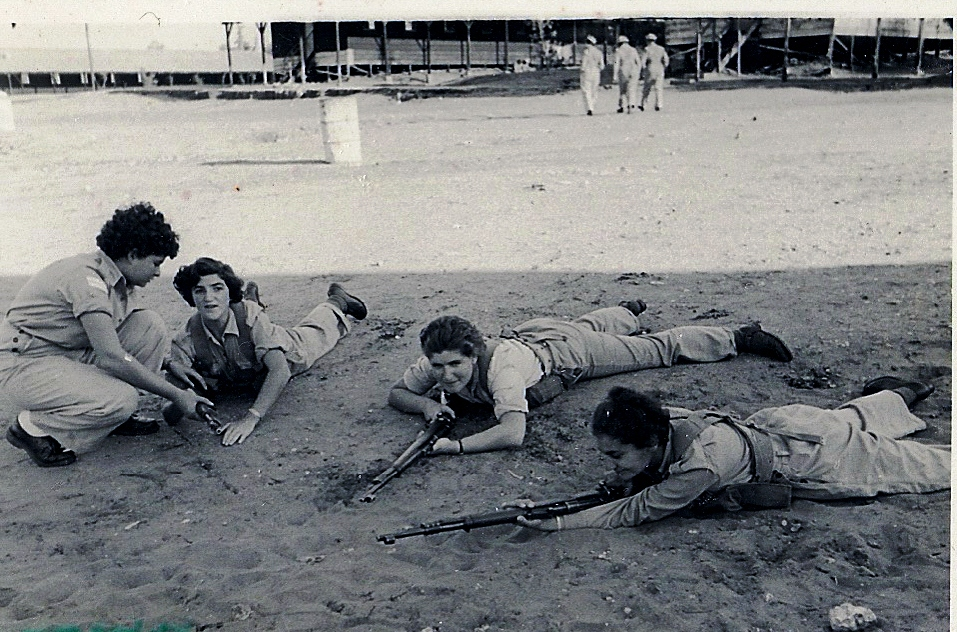
Mujeres soldado en 1953 o 1954

En 2000, la enmienda de Igualdad a la ley de Servicio Militar declaró que "El derecho de las mujeres a desempeñar cualquier función en las FDI es igual al derecho de los hombres". La enmienda que las legisladoras habían redactado otorgaba igualdad de oportunidades a las mujeres que físicamente e intelectualmente eran adecuadas para un trabajo. La cuestión de quién y qué era "adecuado" quedó a discreción de los líderes militares caso por caso. Las mujeres comenzaron a participar en el combate y en los roles ligeros de combate en algunas áreas, incluyendo el Cuerpo de Artillería, las unidades de infantería y las divisiones blindadas. Se formaron unos pelotones llamados Carakal para hombres y mujeres para servir juntos en infantería ligera. Para el año 2000, el Batallón Caracal se convirtió en una unidad militar de pleno derecho. Muchas mujeres también se unirían a la Policía Fronteriza.
La primera mujer piloto de un caza a reacción, Roni Zuckerman, voló en 2001. En 2006, las primeras mujeres piloto y navegantes se graduaron del curso de capacitación de la FAI, y otras ingresaron a las unidades de combate, principalmente en puestos de apoyo, como recolectoras de inteligencia, instructoras, trabajadoras sociales, médicos e ingenieras. Cuando estalló la Segunda Guerra del Líbano, era la primera vez desde 1948 que las mujeres estaban en operaciones de campo junto a los hombres. Keren Tendler fue la primera soldado de combate de las FDI que murió en acción. En noviembre de 2007, la Fuerza Aérea nombró a su primera subcomandante de escuadrón.
El 23 de junio de 2011, Orna Barbivai se convirtió en la primera mayor general en las FDI tras su ascenso al puesto de comandante de la Dirección de Mano de Obra. Ella es la segunda mujer en servir en el Estado Mayor. En 2012, la Capitana Merav Buchris se convirtió en la primera oficial de municiones de la Fuerza Aérea, comenzó su carrera militar como Shoher en la Academia Técnica de Haifa. En 2013, en un principio, un soldado de las FDI fue convocado a la Torá durante un servicio en una base militar. También en 2013, las fuerzas de defensa anunciaron que, por primera vez, permitirían a una mujer transgénero servir en el ejército.
En 2014 las Fuerzas de Defensa de Israel nombraron a la comandante Oshrat Bacher como la primera comandante de batallón de combate; La Dra. Shani se convirtió en la primera doctora de combate en una unidad élite antiterrorista en las FDI (específicamente, la unidad antiterrorista Duvdevan); y las fuerzas de defensa decidieron permitir que las supervisoras kosher trabajen en sus cocinas en bases militares.

## Servicio

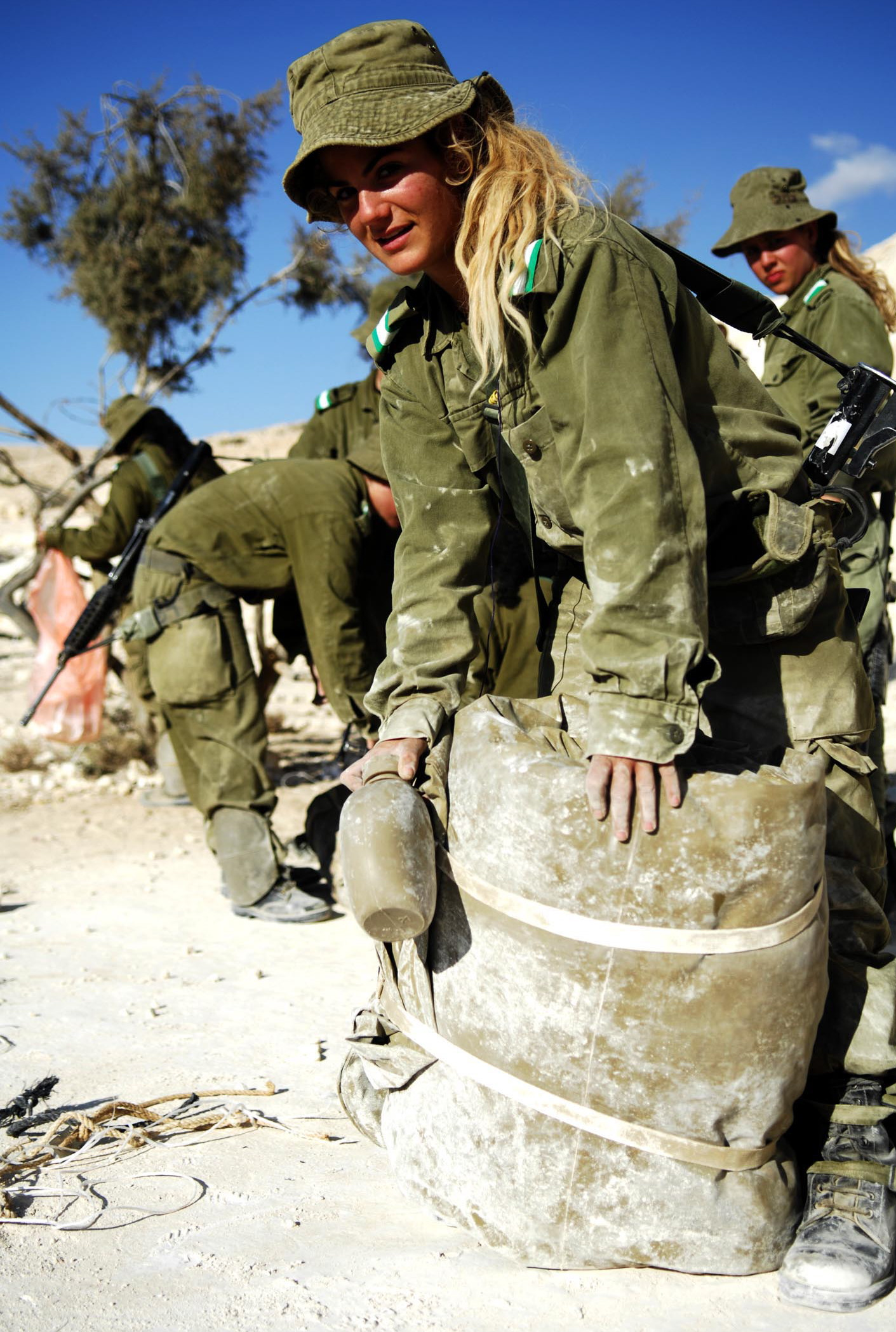
Jóvenes durante su servicio en un campo de entrenamiento.

El servicio obligatorio para las mujeres en las FDI es de 24 meses, ocho meses menos que el servicio obligatorio para los hombres, que históricamente sirvieron por 36 meses y desde 2015 deben hacerlo por 32. Hay funciones específicas, sin embargo, que requieren por ley una duración del servicio de 36 meses. Las mujeres pueden quedar exentas del servicio militar por razones de conciencia religiosa, matrimonio, embarazo o maternidad. Además pueden recibir una exención por motivos religiosos bajo las siguientes condiciones:
- Declarando que por razones de conciencia o de una forma de vida religiosa, se le impide realizar el servicio militar y lo ha demostrado a satisfacción del comité de exención.
- Manteniendo las leyes de Kashrut en casa y fuera.
- No viajando en Shabat.

Las mujeres que llegan a Israel a la edad de 17 años o más están generalmente exentas del servicio militar, pero pueden servir de forma voluntaria. Además, las mujeres (que no son combatientes) generalmente no son llamadas para el servicio de reserva si están casadas o si tienen más de 24 años.

### Roles de combate
La cláusula 16A de la ley de servicio militar requiere que las soldados de combate sirvan 2 años y 4 meses de servicio obligatorio, y continúen en el servicio de reserva hasta los 38 años de edad. Cada año, 1.500 mujeres soldado de combate son reclutadas en las FDI. Las mujeres fueron empleadas en plenos roles de combate durante la Guerra de la Independencia y los primeros años. Un incidente que involucró el abuso del cadáver de una de ellas llevó a su retirada del combate total hasta el año 2000, cuando se creó el Batallón Caracal.
Una opción de combate es el Batallón Caracal, una fuerza de infantería ligera compuesta por un 70 por ciento de mujeres soldados. La unidad se somete a entrenamiento como cualquier infantería de combate. La unidad K9 del comando IDF, la Unidad Oketz, también recluta a mujeres como soldados de combate.

### Excepciones de servicio

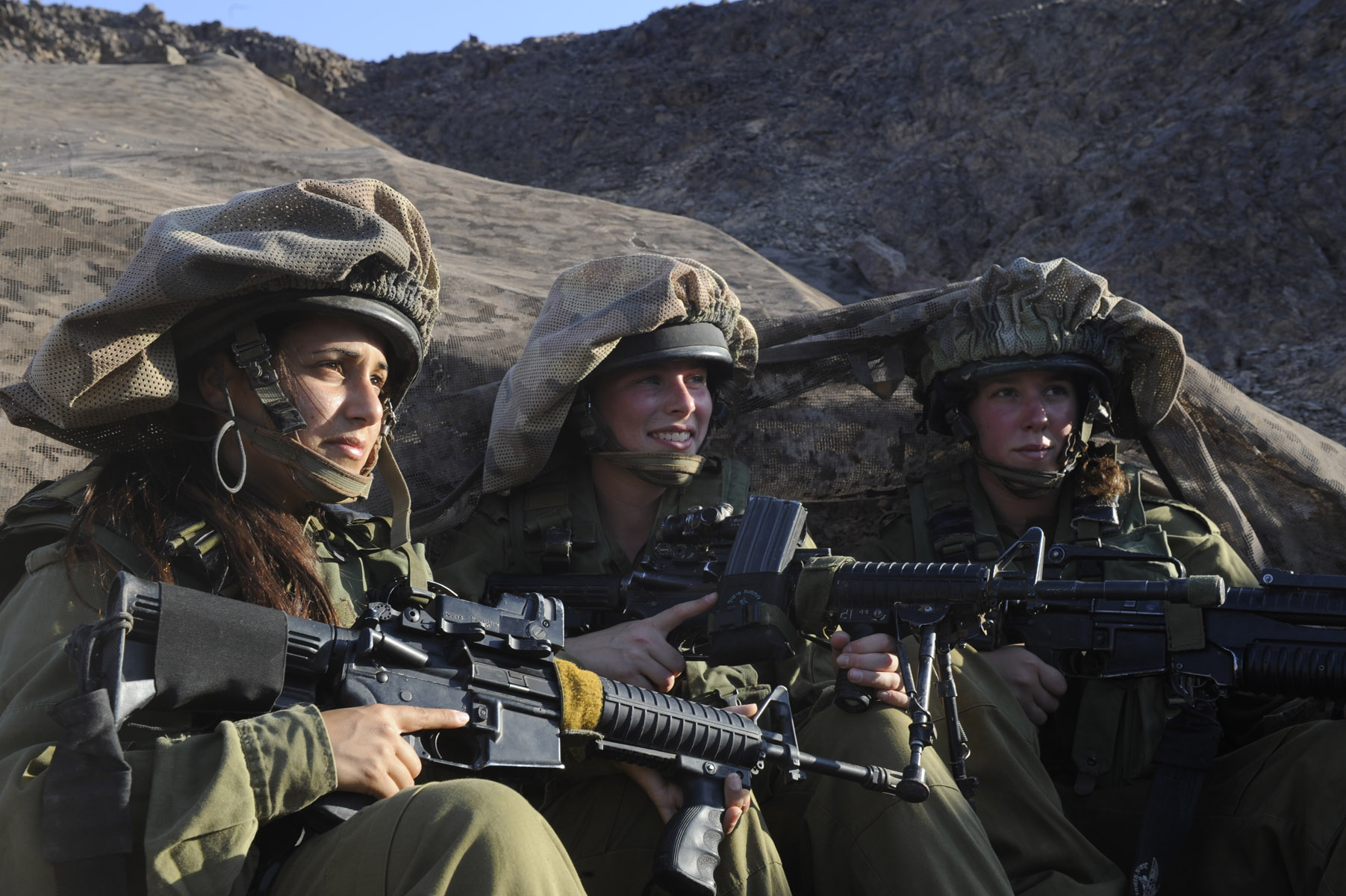
Jóvenes en servicio en un campo de entrenaniento.

Sesenta y cinco por ciento de las mujeres israelíes sirven en el ejército, el 25 por ciento opta por motivos religiosos, el resto está exento por razones físicas, emocionales o matrimoniales. Una ley promulgada en 1978 hizo exenciones para las mujeres por motivos religiosos de forma automática tras la firma de una declaración simple que acredita la observancia de las prácticas religiosas ortodoxas. Esta legislación planteó una considerable controversia, y los oficiales de las FDI temieron que la excepción pudiera ser abusada por cualquier mujer no religiosa que no quisiera servir y por lo tanto exacerbar todavía más los ya agotados recursos de personal de las FDI. Las mujeres exentas por motivos religiosos estaban legalmente obligadas a cumplir un período de servicio alternativo realizando tareas sociales o educativas asignadas a ellas. En la práctica, sin embargo, realizaban dicho servicio solo de forma voluntaria.

## Problemas

### Objeciones religiosas
En 1950, los rabinos Yitzhak HaLevi Herzog y Ben-Zion Meir Hai Uziel emitieron un fallo que prohibía a las mujeres unirse al ejército israelí. En la década de 1980, el rabino Meir Kahane se opuso fervientemente a las mujeres que prestaban servicios en las FDI, y defendía el servicio nacional en su lugar. A partir de 2014, David Lau y Yitzhak Yosef del Gran Rabinato se opusieron a que las mujeres religiosas prestaran servicios en las FDI, opinaba igualmente Shmuel Eliyahu, Gran Rabino de la ciudad de Safed. Sin embargo, el ministro de Finanzas, Yair Lapid, se opone a esta posición y quiere que Lau y Yosef sean destituidos del Gran Rabinato por eso. El ministro de Economía, Naftali Bennett, declaró: "Creo que todas las niñas deberían prestar servicio militar o servicio nacional. Con eso, el ataque a los rabinos por su posición tradicional es un ataque inaceptable al respeto que se les debe". Shai Piron, del Ministerio de Educación, dijo que respalda el mandato de los principales rabinos contra las mujeres observadoras que se alistan en el IDF.
En 2003, Piron dijo: "No conozco ningún rabino que permita a [las mujeres observantes] servir en el ejército. Las autoridades halájicas vieron la realidad desde una perspectiva educativa y espiritual conjunta, este punto de vista les llevó a su conclusión halájica ... El problema con el servicio de las FDI es la atmósfera general que no permite una vida sin escollos [religiosos] ". El rabino Shlomo Riskin, el rabino de la ciudad de Efrat, apoya el alistamiento de mujeres en las FDI. Además, en 2014, la asociación Beit Hillel de rabinos nacional-religiosos emitió un fallo en la ley judía que establece que las mujeres pueden servir en las FDI; sin embargo, el rabino Shlomo Aviner afirmó que Beit Hillel no tenía la autoridad para tomar tal decisión.
Las mujeres judías observantes pueden hacer el servicio nacional en lugar de alistarse en las fuerzas de defensa. Las FDI ofrecen a los hombres de Haredim centros de reclutamiento "libres y seculares". El ministro de Defensa Moshe Ya'alon expresó su voluntad de flexibilizar las regulaciones para cumplir con las demandas de los rabinos ultraortodoxos. Las reglamentaciones relativas a la igualdad de género ya se habían flexibilizado, de modo que se podía garantizar a los haredim que los hombres no recibirían exámenes físicos del personal médico femenino.

### Acoso sexual

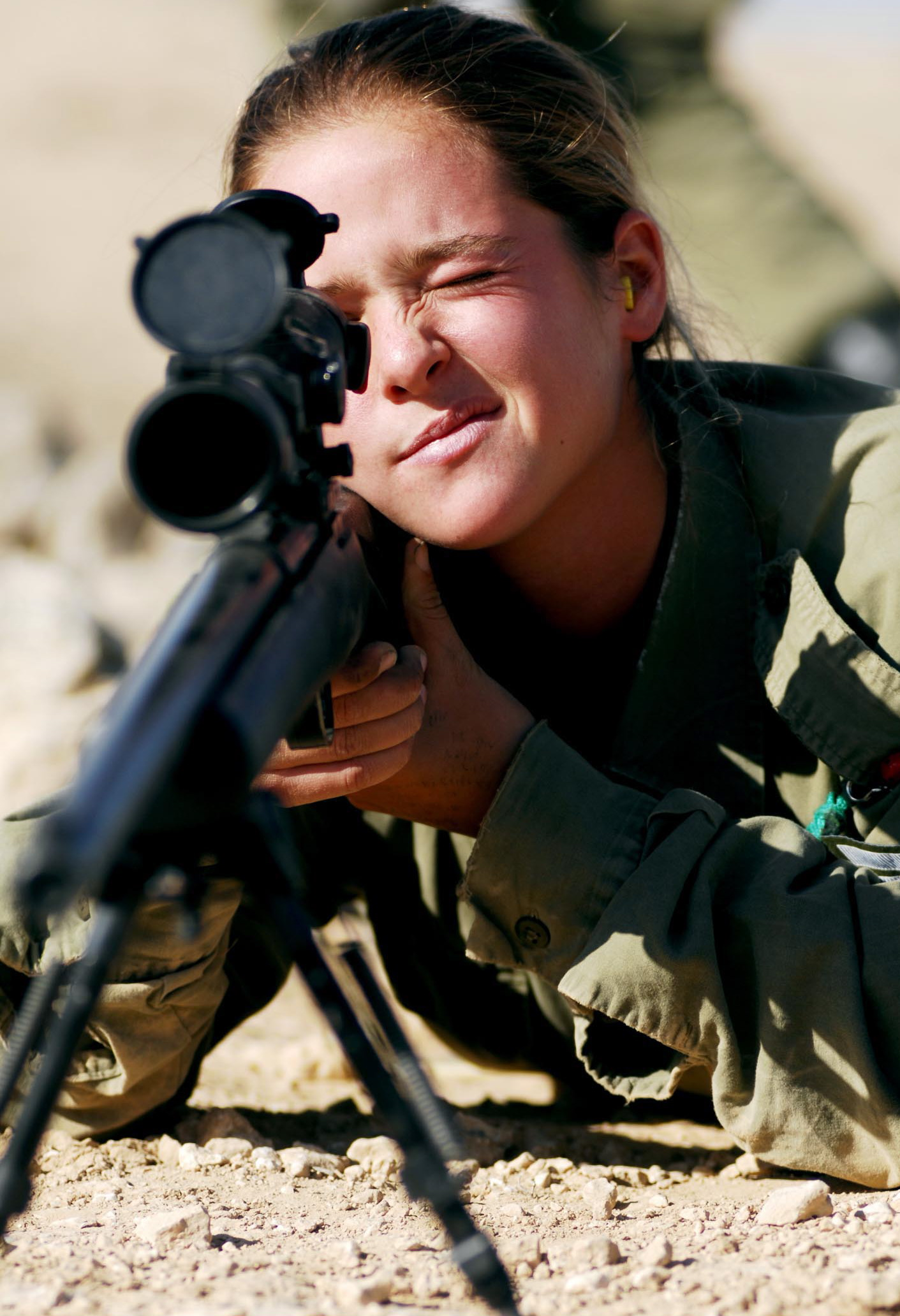
Joven soldado apuntando un arma de fuego.

En el libro "Israel y su ejército: de la cohesión a la confusión", Stuart A. Cohen ha argumentado que antes de la década de 1990 existía un consenso general en las FDI de que "la destreza sexual va de la mano del logro militar". Incluso cuando las actitudes sociales estaban cambiando en la década de 1980, las FDI todavía estaban inclinadas a la tolerancia y un alto oficial del ejército advirtió de no soplar el "tema fuera de toda proporción". En 1993, el Maariv informó que solo el 10% de los 1,000 casos reportados de acoso sexual cada año son investigados. Los informes de acoso sexual contra mujeres en el ejército israelí alcanzaron un promedio de uno por día en 1999, un aumento en los 280 demandantes recibidos en 1997.
Entre 1998 y 1999, 54 oficiales fueron expulsados del ejército, otros enfrentaron degradación o prisión. En un caso de alto perfil, el general Yitzchak Mordechai fue acusado de agresión sexual y acoso. Otro caso involucró al general Nir Galili después de haber sido acusado de preparar a una joven recluta para relaciones íntimas. Este tema ha llevado a los militares israelíes a ser descritos por la escritora feminista estadounidense Laura Sjoberg como un "invernadero para relaciones sexuales de explotación" y una fuerza cuya cultura de lucha se basa en el "libertinaje desenfrenado". Mientras que el ejército ha intentado desde entonces frenar el acoso sexual, sigue siendo un problema. En 2004, se informó que 1 de cada 5 mujeres soldados sufren acoso sexual.

### Mujeres cantando
En septiembre de 2011, debido a la prohibición religiosa de escuchar a las mujeres cantar, nueve cadetes religiosamente observadores en el curso de oficiales de las IDF abandonaron un seminario vespertino sobre el legado de la "Operación Plomo Fundido" de 2008 en Gaza cuando una banda compuesta por dos voceros y dos mujeres subieron al escenario para cantar. El comandante de la escuela expulsó a cuatro de ellos, después de que dijeron que desobedecerían las órdenes nuevamente. Las IDF aceptó volver a examinar las reglamentaciones sobre este tema, dado el creciente número de soldados haredi en unidades de combate. En octubre de 2011, se ordenó a las mujeres soldados que dejaran una celebración después de Simhat Torah por orden de los rabinos de las FDI, y se les pidió que bailaran en un área separada. En noviembre de 2011, diecinueve principales generales de reserva enviaron una carta de protesta al ministro de Defensa Ehud Barak y al jefe de personal de las FDI Benny Gantz, y advirtieron sobre no dañar la motivación de las mujeres para servir en el ejército y socavar "los valores fundamentales de la sociedad israelí".